# Yapigia
La Yapigia (en griego antiguo Ἰαπυγία) era el territorio habitado por el pueblo de los yapigios, correspondiente a la actual región italiana de la Apulia, la cual toma de ella el nombre.
Según muchas historias antiguas, todos los pueblos que habitaban la región eran Iapigi, siendo distintos en los tres subgrupos de los daunos, mesapios y peucetios.
Los historiadores griegos como Heródoto identificaron a menudo la Yapigia con la Mesapia, sea porque los yapigios hablaban el mesapio, sea porque pusieron en relación con el origen de este pueblo con el legendario hijo de Dédalo, Yapige, que guio a los cretenses hasta establecerse en los alrededores de Tarento, de cualquier forma Heródoto relata que los cretenses habiendo sitiado la ciudad de Camico en Sicilia por 5 años, levantaron el sitio y se hicieron a la mar, sin embargo una borrasca los arrojó a tierra (Yapigia) y sin oportunidad de volver a su isla natal, fundaron varias ciudades de donde dice que: "Fundaron la ciudad de Hiria, en la que permanecieron, mudándose de cretenses en mesapios de Yapigia". Teorías modernas barajan que estos yapigios provenían de Iliria. 
Hoy el término Yapigia se conserva en el nombre de un barrio de Bari, llamado Japigia, y en otro de Lecce, con el mismo nombre.